# Uettingen
Uettingen település Németországban, azon belül Bajorországban. Lakosainak száma 1933 fő (2023. december 31.). Uettingen Holzkirchen, Remlingen, Greußenheim, Waldbüttelbrunn és Helmstadt községekkel határos.

## Népesség
A település népessége az elmúlt években az alábbi módon változott:
| Lakosok száma | 734  | 1058 | 1140 | 1401 | 1841 | 1879 | 1935 | 1915 | 1885 | 1933 |
|               | 1875 | 1950 | 1975 | 1987 | 2012 | 2014 | 2016 | 2017 | 2021 | 2023 |